# 松村胜美
松村胜美（1944年3月8日—）是一名日本前排球运动员。她在1964年夏季奥林匹克运动会中，参加了女子排球比赛并获得金牌。她也参加了1972年夏季奥林匹克运动会，获得银牌。